# Châtillon-sur-Morin
Châtillon-sur-Morin – miejscowość i gmina we Francji, w regionie Grand Est, w departamencie Marna. Jej burmistrzem jest od 2008 r. Émile Paris.
Według danych na rok 2006 gminę zamieszkiwało 185 osób, a gęstość zaludnienia wynosiła 10 osób/km².